# Agnieszka z Poitiers
Św. Agnieszka z Poitiers (ur. I poł. VI wieku – zm. 586 lub 588 r. w Poitiers) – święta Kościoła katolickiego, zakonnica.
Została wychowana przez królową Franków św. Radegundę w wierze katolickiej. Kiedy dorosła – wstąpiła do zakonu. Biskup Paryża, św. German, pobłogosławił jej konsekrację, a królowa uczyniła ją przełożoną założonego przez siebie klasztoru Sainte-Croix w Poitiers we Francji.
Jej wspomnienie obchodzone jest 13 maja.